# Nuth
Nuth – miasto w południowej holenderskiej prowincji Limburg, w gminie Beekdaelen, położone wzdłuż autostrady A76 pomiędzy obszarami miejskimi Heerlen i Sittard-Geleen.
Przez centrum miasteczka przebiega droga z prowincji Brunssum do Valkenburga. Kościół parafialny św. Bavo stoi na północ od drogi w najstarszej części Nuth, która została zbudowana w roku 1763. Kościół ten stoi na wzgórzu kościelnym, wokół którego wybudowano domy. Nuth otacza wiele wsi oraz duża liczba małych osiedli, głównie w obszarze na zachód od miasta.
Do 31 grudnia 2018 istniała gmina Nuth. 1 stycznia 2019 wraz z gminami Schinnen i Onderbanken utworzyła nową gminę Beekdaelen.